# Valentīns Lobaņovs
Valentīns Lobaņovs est un footballeur letton né le 23 octobre 1971 à Riga. Il évolue au poste de milieu de terrain.
Il a participé à l'Euro 2004 avec l'équipe de Lettonie.

## Sélections
- 55 sélections et 1 but avec la  Lettonie de 1994 à 2005.

## Palmarès
- Champion de Lettonie en 1992, 1993, 1994, 1995, 1996, 1998, 2000, 2001 et 2003 avec le Skonto Riga
- Vainqueur de la Coupe de Lettonie en 1992, 1995, 1998, 2000 et 2001 avec le Skonto Riga